# Blonde Köder für den Mörder
Blonde Köder für den Mörder ist ein in deutsch-italienischer Koproduktion entstandener Kriminalfilm, den Harald Philipp 1969 basierend auf einem Illustriertenroman von Max Pierre Schaeffer inszenierte. Der in Italien als La morte bussa due volte vermarktete Film hatte seine Deutschland-Premiere am 20. März 1970.

## Handlung
Unabhängig voneinander beobachten zwei Männer am Strand, wie der junge Francesco Villaverde offenbar nach einem Gespräch Mrs. Simmons erstickt. Ihr Mann beauftragt am nächsten Tag den Detektiv Bob Martin mit der Wiederbeschaffung einer teuren Halskette der Verstorbenen. Mit der Unterstützung eines Kollegen und seiner Freundin beschäftigt sich Martin nun mit den Lebensumständen des schwerreichen jungen Mannes, der mit seiner psychisch angeschlagenen Frau in einer luxuriösen Villa lebt.
Gleichzeitig versucht einer der Zeugen, Locatelli, Villaverde zu erpressen, da sie Schulden bei der Mafia haben, die mit Sophia Ferretti und dem „Commodore“ zwei Beauftragte entsendet. Villaverde versucht Sophia bei einem Treffen zu erdrosseln; es misslingt – doch sie wird von Locatelli ermordet. Dieser wird vom Commodore beseitigt, der wiederum von Bob Martin tödlich verwundet wird. Er enthüllt, dass Locatelli für beide Morde und den Diebstahl verantwortlich war. Der als gemeingefährlich eingestufte Francesco nimmt sich das Leben.

## Kritik
„Ein Mega-Kitscher, der auf einem in der Neuen Revue erschienenen Roman basiert. Schlimmste Erwartungen machen sich breit und […] werden sogar noch übertroffen. Mein Gott, gibt es solche Menschen wirklich?“, fragt sich Karsten Thurau. Auch dem Lexikon des internationalen Films missfiel der Film: „Konfuser und langweiliger Sex-Krimi, dilettantisch inszeniert und gespielt“. Der Evangelische Film-Beobachter bläst ins gleiche Horn: „Eine konfus erdachte und dilettantisch inszenierte Gangsterepisode, deren einziger Vorzug der fotogene Schauplatz an der italienischen Mittelmeerküste ist. Unergiebig.“

## Synchronisation
| Rolle                   | Darsteller       | Synchronsprecher       |
| ----------------------- | ---------------- | ---------------------- |
| Bob Martin              | Dean Reed        | Gert Günther Hoffmann  |
| Maria di Villaverde     | Nadja Tiller     | Nadja Tiller           |
| Francesco di Villaverde | Fabio Testi      | Christian Brückner     |
| Ellen Kent              | Ini Assmann      | Marianne Lutz          |
| Sophia Ferretti         | Anita Ekberg     | Beate Hasenau          |
| Charly Hollmann         | Werner Peters    | Werner Peters          |
| Peppe Mangano           | Leon Askin       | Gerd Duwner            |
| "der Professor"         | Adolfo Celi      | Ernst Wilhelm Borchert |
| Armando Locatelli       | Riccardo Garrone | Horst Niendorf         |
| Lionel Simmons          | Renato Baldini   | Curt Ackermann         |
| Riccardo                | Mario Brega      | Alexander Welbat       |
| Angela                  | Hélène Chanel    | Agi Prandhoff          |
| Babsie                  | Marlies Petersen | Ursula Heyer           |
| Berry                   | Tom Felleghy     | Dietrich Frauboes      |
| Rinaldo                 | Teodoro Corra    | Gerd Martienzen        |